# スシニンジャ
『スシニンジャ』（Sushi Ninja、寿司忍者）は、日本のウェブアニメ作品。2014年より公開中。
擬人化した寿司の忍者が繰り広げる物語。ストーリーはかつて存在した「スシニンジャ帝国」を復活させるために必要な「幸せの調味料」を探し出すために3人のスシニンジャが旅に出る、というもの。

## キャラクター
イクラ
声 - 梶裕貴（日本語版）/ジョニー・ヨング・ボッシュ（英語版）/Kai Cao（中国版）
情熱の持ち主だが、喧嘩っ早いのが玉に瑕。
マグロ
声 - 朴璐美（日本語版）/トッド・ヘイバーコーン（英語版）/Yu Fang（中国版）
クールなナルシスト。
タマゴ
声 - 宮野真守（日本語版）/マット・マーサー（英語版）/Yu Fang（第1話～第2話） → Lei Zhang（第3話）（中国版）
おっとりとした性格の食いしん坊。
姫（ひめ）
声 - 水樹奈々（日本語版）/クリスティーナ・ヴィー（英語版）/Shanshan Li（中国版）
ナチョス軍団に追われていた、スシニンジャ帝国の姫。3人を「伝説のスシニンジャの生き残り」と看做し、助けを求める。
ナチョキング
声 - 中博史（日本語版）/カイル・エベール（英語版）/Kai Cao（中国版）
ナチョス軍団のリーダー。シルエットのみ登場。
エリートスシニンジャ
声 - 藤原啓治（日本語版）/パトリック・サイツ（英語版）/Kai Cao（中国版）
イクラたちが大好きなテレビアニメ「スシニンジャ」のリーダー。3人の憧れの的。

## スタッフ
- 監督・脚本・絵コンテ - 榊原幹典
- キャラクターデザイン協力 - SUZUKI RISA
- キャラクターデザイン - 石井哲也、丸山竜郎
- 音楽 - 服部克久
- 音楽プロデューサー - 木崎徹
- 音響監督 - 三間雅文（テクノサウンド）
- プロデューサー - 真木太郎
- アソシエイトプロデューサー - 松尾光広
- アニメーション制作 - SPRITE ANIMATION STUDIOS
- 協力 - DAISUKI、Wowmax Media!、Bang Zoom! Entertainment、ランティス、SOLID VOX、音楽畑出版、フジパシフィック音楽出版、フェイスミュージック、シブヤテレビジョン、DAILY PLANETS 21、三田圭志
- 製作・著作 - ジェンコ

### 英語版・中国語版スタッフ
- English Adaptation Produced by BANG ZOOM! ENTERTAINMENT
- Chinese Adaptation Produced by BANG ZOOM! ENTERTAINMENT
- プロデューサー - エリック・P・シャーマン
- 共同プロデューサー - 岡田真美
- アソシエイト・プロデューサー - ミオ・モロエ
- プロダクション・スーパーバイザー - 坂本佳栄子
- English Voice Director: Eric P. Sherman
- Chinese Voice Director: Zhidan Zheng
- ADR台本 - ウェンディー・リー（英語版）、Zhidan Zheng（中国語版）
- キャスティング・ディレクター - 岡田真美
- サウンドスーパーバイザー - パトリック・ロッドマン、CAS
- レコーディングエンジニア / リレコーディングミキサー - ベンジャミン・ハリントン（英語版）
- レコーディングエンジニア - Yuyao Zheng, Wenbin Tao（第1話） → Weihua Wu（第2話） → Chang Lv（第3話）（中国語版）
- リレコーディングミキサー - En De（第1話）→ベンジャミン・ハリントン（第2話・第3話）（中国語版）
- アシスタントエンジニア - ジュン・ウメダ、Nick Friedemann, Erika Escamez, James Scullion
- プロダクション・エグゼグティブ - アズサ・クドウ
- プロダクション・マネージャー - 國定恵
- プロダクション・コーディネーター - AJ Gam
- ポストプロダクション・スーパーバイザー - Pamela Holcomb
- スポッティング - エミリー・ニコラス（第1話・第2話） →クラーク・チェン（第3話）
- 翻訳 - Jackson Pietsch（英語版）, Xiaoyu Li（第1話） → Evelyn Ma（第2話） → Scofield Wang（第3話）（中国語版）

## 主題歌
エンディングテーマ「Go!Go!スシニンジャ」
作詞 - 服部克久・苦楽健人 / 作曲・編曲 - 服部克久 / 歌 - 影山ヒロノブ・遠藤正明・きだたにひろし

## 各話リスト
| 話数  | サブタイトル       | ストーリーボード            | 公開日        |
| ----- | ------------------ | --------------------------- | ------------- |
| 第1話 | 新たなる希望       | Danny Langston              | 2014年 7月3日 |
| 第2話 | ナチョスの逆襲     | Danny Langston James Gibson | 10月22日      |
| 第3話 | スシニンジャの帰還 | James Gibson                | 11月28日      |

## その他
- ジェンコは2015年1月、東京都渋谷区神宮前にある公衆トイレの命名権を取得し、「スシニンジャトイレ」と命名している[1]。